# Posta elettronica certificata
La posta elettronica certificata o PEC, in Italia, è un tipo particolare di posta elettronica che permette di dare a un messaggio di posta elettronica lo stesso valore legale di una tradizionale raccomandata con avviso di ricevimento, garantendo così la prova dell'invio e della consegna. L'indirizzo PEC delle imprese e dei professionisti è rintracciabile gratuitamente online tramite il registro pubblico INI-PEC.
Pur essendo una peculiarità italiana, dal 2018 sono state avviate attività governative per rendere la PEC conforme al regolamento UE eIDAS. A partire dal 2024, la PEC è stata sostituita dal protocollo REM che prevede l'autenticazione a due fattori e la certificazione dell'identità del mittente e del destinatario mediante SPID o carta d'identità elettronica.

## Descrizione
Per usufruire del servizio si deve disporre di una casella di PEC presso uno dei provider italiani autorizzati. La pubblicazione dell'elenco dei gestori autorizzati e quello della Pubblica Amministrazione, la vigilanza e il coordinamento nei confronti dei gestori e della Pubblica Amministrazione è demandata all'Agenzia per l'Italia digitale. Il contenuto può essere certificato e firmato elettronicamente oppure criptato garantendo quindi anche autenticazione, integrità dei dati e confidenzialità.
Al momento dell'invio di una mail PEC, il gestore PEC del mittente si occuperà di inviare a quest'ultimo una ricevuta che costituirà valore legale dell'avvenuta (o mancata) trasmissione del messaggio, con precisa indicazione temporale del momento in cui la mail PEC è stata inviata. In egual modo, il gestore del destinatario, dopo avergli depositato il messaggio PEC nella sua casella, fornirà al mittente una ricevuta di avvenuta consegna, con l'indicazione del momento temporale nel quale tale consegna è avvenuta. In caso di smarrimento di una delle ricevute presenti nel sistema PEC è possibile disporre, presso i gestori del servizio, di una traccia informatica avente lo stesso valore legale in termini di invio e ricezione, per un periodo di trenta mesi, secondo quanto previsto dalle normative.
Dal punto di vista dell'utente, una casella di posta elettronica certificata non si differenzia, dunque, da una normale casella di posta elettronica; cambia solo per ciò che riguarda il meccanismo di comunicazione sul quale si basa la PEC e per la presenza di alcune ricevute inviate dai gestori PEC al mittente e al destinatario. L'utente destinatario non visualizza l'e-mail del mittente, ma un messaggio automatico generato dal gestore di posta del mittente, che contiene due allegati: la e-mail "originale" del mittente con relativi allegati, e un file in XML con le stesse informazioni della notifica di invio trasmessa al mittente (ID del messaggio, luogo data e ora di invio, e dati di intestazione quali e-mail del destinatario tipo PEC / non-PEC, oggetto).
La posta elettronica certificata, infatti, per essere tale, deve seguire le regole fissate dal Decreto del presidente della Repubblica n. 68/2005 e dalle successive regole da esso previste. Queste norme, insieme ad altre (tra cui, in particolare, il Codice dell'Amministrazione Digitale, Decreto legislativo n. 235/2010), ne stabiliscono la validità legale, le regole e le modalità di utilizzo.
In particolare:
- Il servizio può essere erogato esclusivamente dai gestori accreditati presso l'AGID che è l'organo pubblico preposto alla vigilanza dei servizi digitali (certificati digitali, PEC, firma digitale, marca temporale, sigillo elettronico, etc.) e alla qualifica dei relativi provider.
- Per la PEC devono essere usati domini dedicati (un dominio di PEC non contiene caselle email non PEC).

Ogni gestore PEC nel rispetto della norma deve sottoporsi a una serie di test d'interoperabilità, espressamente individuati e disponibili sul sito ufficiale del CNIPA.
I test d'interoperabilità vengono eseguiti per valutare la correttezza tecnico/funzionale del servizio di PEC erogato dal gestore. Come indicato nella documentazione ufficiale sono presenti espliciti test per verificare l'invio e la ricezione con caselle di posta elettronica tradizionale. Le regole tecniche PEC, allegate al Decreto Ministeriale 2 novembre 2005, prevedono la gestione di messaggi di posta elettronica tradizionale, tanto che viene definita una busta di trasporto atta a contenere e-mail provenienti da indirizzi di posta non PEC. Inoltre la ricevuta di accettazione, emanata all'atto dell'invio, evidenzia la tipologia di indirizzi di posta con diciture del tipo "Posta Certificata" o "Posta non Certificata".
Chiaramente, l'eventuale destinatario non PEC, pur ricevendo correttamente il messaggio, potrà generare gli avvisi di avvenuta o mancata consegna (e lettura del messaggio), ma senza alcun valore legale che invece avrebbe un destinatario di PEC.

### Vantaggi
La posta elettronica certificata offre maggiori garanzie legali della raccomandata A/R, perché, oltre a certificare la trasmissione con la funzione di marca temporale certifica la data, con la funzione di firma digitale certifica anche il contenuto della comunicazione, comprensivo di allegati ed header del messaggio con destinatari, oggetto, indirizzi in copia conoscenza e copia conoscenza nascosta. Rispetto alla trasmissione, oltre a certificare l'invio e la ricezione da parte del server del nodo destinatario della comunicazione, esiste la possibilità di certificare anche la notifica di lettura del messaggio. Alcuni fornitori allegano a tale notifica copia del messaggio originale con relativi allegati, in modo da rendere la certificazione immediatamente fruibile dal mittente.
Il servizio PEC, per sua stessa natura, mostra una serie di vantaggi rispetto alla raccomandata con avviso di ricevimento e all'ordinario atto giudiziario tradizionale. I principali sono:
- Ogni formato digitale può essere inviato tramite posta elettronica certificata;
- I messaggi possono essere consultati da ogni computer o smartphone connesso alla rete Internet;
- L'avvenuta consegna al provider della mail viene garantita; nel caso non sia possibile recapitare il messaggio al destinatario, il mittente viene informato;
- Le ricevute di consegna hanno piena validità legale, anche se il messaggio non è stato effettivamente letto dal destinatario (su cui grava l'onere della prova di non aver ricevuto il messaggio), in maniera simile alla cosiddetta "compiuta giacenza" dell'atto giudiziario cartaceo o della raccomandata (la differenza è che la notifica "cartacea" per compiuta giacenza si perfeziona dopo 10 giorni dal deposito presso l'ufficio postale, mentre la notifica elettronica è pressoché istantanea);
- Esiste una funzionalità che permette, a chi invia, di chiedere una ricevuta di consegna "completa" (cioè che contiene anche una copia esatta, firmata digitalmente dal proprio gestore di posta, del messaggio spedito): tale ricevuta "completa" fa piena prova del contenuto inviato (al contrario di quanto avviene con la tradizionale posta raccomandata cartacea, con la quale il mittente non dispone di una prova sull'effettivo contenuto del plico imbustato: per ovviare a questo limite della tradizionale raccomandata, si può ricorrere all'espediente di non utilizzare la busta per spedizioni ma di confezionare il plico con lo stesso contenuto, opportunamente ripiegato e sigillato).
- Tracciabilità della casella mittente;
- Vi è certezza sulla destinazione dei messaggi;
- L'invio dei messaggi può avere costi inferiori a quello delle raccomandate. Per una giusta valutazione deve essere preso in considerazione il costo di invio di una raccomandata cartacea tradizionale, che cresce in funzione del numero di pagine e del peso del plico, e il numero di comunicazioni inviate annualmente. Queste informazioni devono poi essere comparate con le tariffe del gestore PEC, che solitamente rende disponibile una casella PEC con un costo calcolato su base annuale. Di solito, una volta pagato il canone annuale l'utente può inviare un numero illimitato di messaggi PEC. Va anche calcolato il "total cost of ownership" del servizio legato alle necessità di archiviazione locale, copia di sicurezza (backup), indicizzazione e recupero-estrazione delle ricevute, specie in grandi organizzazioni che generano rilevanti quantità di corrispondenza;
- Elevati requisiti di qualità e continuità del servizio. I Service Level Agreement (SLA) di legge prevedono una disponibilità del servizio del 99,8% su base quadrimestrale. Gli SLA della disponibilità del servizio PEC non valgono per la connettività. In altri termini, i server del gestore PEC possono essere disponibili nel 99,8% dell'anno, ma la connettività per raggiungerli (offerta da un soggetto terzo rispetto ai due contraenti del servizio PEC) potrebbe avere SLA differenti;
- Obbligo da parte del gestore di archiviare tutti gli eventi associati a invii e ricezioni di messaggi PEC, per un periodo di trenta mesi;
- Obbligo da parte del gestore di applicare le procedure atte a garantire il rispetto delle misure di sicurezza previste dal Codice dei dati personali e la sicurezza della comunicazione.

### Svantaggi
- La validità della PEC è limitata al territorio italiano. La tecnologia PEC infatti non è riconosciuta come standard internazionale, a differenza di altre tecniche di firma elettronica qualificata o marca temporale e di tracciamento della consegna equivalenti e standard, come RFC 3798 (modalità di firma digitale e di tracciamento), presente nei software commerciali di gestione della posta come Microsoft Exchange Server (pur esistendo software installabili sul server per rendere compatibile anche la PEC), oltre ad essere uno standard operativo interoperabile. Pure RFC 3798 implementa le funzionalità di conferma ricezione e-mail, senza implicare la creazione di un sistema centralizzato per la gestione degli aspetti di sicurezza. La conseguenza pratica è che i soggetti non italiani non conoscono e non utilizzano la PEC, con inevitabili incomprensioni con imprese estere, specie quelle della UE (in quanto non esiste una norma comunitaria che comprenda uno strumento equiparabile alla PEC italiana).
- Il regolamento UE, che fornisce una base normativa comune per interazioni elettroniche sicure (eIDAS), non include la PEC come specifica tecnologia di servizio autorevole in quanto trattasi di servizio elettronico di recapito certificato ma non qualificato (ai sensi dell'eIDAS)[6]. Questo dipende anche dai requisiti eIDAS per la qualifica dei prestatori di servizi fiduciari che sono diversi da quelli del CAD italiano[7]. Inoltre, eIDAS è basato sul principio della "neutralità tecnologica" trattando unicamente i servizi elettronici, mentre la PEC è basata su una specifica tecnologia (la posta elettronica). Da notare che all'epoca dell'introduzione della PEC italiana, esistevano già protocolli internazionali equivalenti (ad esempio PGP e S/MIME). La non aderenza ad eIDAS è stato il motivo per cui la Pec è rimasta uno strumento solo italiano, non utilizzato da altre nazioni.
- L'identità del proprietario di un indirizzo PEC non è verificata. La PEC dunque non verifica l'identità del mittente né del destinatario. I fornitori di servizi PEC infatti non sono obbligati a confermare l'identità dell'utente come avviene invece per esempio per lo SPID. Questo limite verrà superato dalla REM (che è un SERCQ cioè un servizio elettronico di recapito certificato qualificato) superando la PEC (inteso come protocollo nativo italiano) che, invece, è un servizio elettronico di recapito certificato (SERC) ma non qualificato. In pratica, il protocollo italiano PEC diventerà una tecnologia REM[8].
- Sebbene ignorato o sottovalutato da molti, la PEC non permette di certificare il contenuto di eventuali allegati, ma solo la loro eventuale esistenza. Per avere la prova dell'invio di un testo è necessario inserirlo nel corpo della PEC, e non nell'allegato.[9]. Oppure lo si deve citare ma avendo l'accortezza di sigillarlo (ovviamente con firma digitale).
- La presunta riservatezza garantita dalla criptatura PEC è minata alla base dal fatto che i software per la PEC vengono installati e utilizzati sui PC che gli utenti normalmente usano - e sono dunque nella maggior parte dei casi esposti al rischio derivante da spyware e malware.
- Non vi sono opzioni gratuite per utilizzare la PEC: per attivarla occorre pagare i servizi erogati dai provider. Ciò costituisce un onere aggiuntivo per gli operatori pubblici e privati, che contribuisce a eroderne ulteriormente la competitività in ambito internazionale, dove la PEC è sconosciuta.
- Il fatto che la data di notifica del file depositato coincida, legalmente, con la data del deposito, comporta la necessità di monitorare regolarmente la propria casella di posta certificata, per evitare il decorso di eventuali termini contenuti in un atto che, per ipotesi, si andrà a scaricare dopo un certo lasso di tempo: questo potrebbe comportare ossessività nel consultare la propria mail certificata. Tale problema può essere superato impostando funzioni automatiche che notifichino, su altri dispositivi (ad es.: dispositivi mobili) o su caselle email ordinarie (ad esempio, quelle dei dipendenti abilitati, in azienda, all'uso della PEC), l'arrivo di una comunicazione certificata. Inoltre, tale obiezione non tiene conto del fatto che il sistema PEC è modellato esattamente sulla base della normativa sulla notificazione postale "cartacea", la quale prevede la piena conoscibilità dell'atto giudiziario "cartaceo" e della sua avvenuta notifica per "compiuta giacenza" (seppure, nelle spedizioni cartacee, dopo 10 giorni dal deposito presso l'ufficio postale). Va tenuto conto, poi, che la legislazione italiana attuale prevede ancora altre forme di notificazione (es. pubblicità legale su giornali, pubblici proclami, ecc.) che, potenzialmente, sono ancora meno conoscibili per il cittadino "comune".
- Il file depositato sulla casella PEC potrebbe essere cancellato (anche inavvertitamente) dallo stesso destinatario o da malviventi che, entrando abusivamente nella casella, potrebbero cancellare illegalmente mail certificate non a loro indirizzate, causando gravi danni al destinatario. Il problema è solo parzialmente mitigato del fatto che i documenti inviati tramite la posta elettronica certificata proveniente dalla Pubblica Amministrazione, o ad essa destinata, sono comunque registrati in maniera indelebile nei registri di protocollo informatico della PA medesima (per cui, in caso di bisogno, è sempre consentito chiedere copia dei documenti medesimi tramite una normale richiesta, invocando il Diritto di accesso agli atti e documenti amministrativi).
- La comunicazione ha valore legale solo se avviene tra caselle PEC: se, invece, il messaggio viene inviato da una PEC a una casella email standard non c'è la certezza dell'avvenuta consegna/notifica (al pari di una lettera cartacea inviata per posta ordinaria). Tale obiezione, però, è parzialmente mitigata dal fatto che, di solito, l'invio via PEC da parte della Pubbliche amministrazioni avviene tramite il sistema di gestione documentale del protocollo informatico, il quale comunque registra e tiene traccia dell'invio (accettazione) del messaggio.
- Qualora non si utilizzi la funzionalità della ricevuta di consegna "completa": in questo caso, il mittente ha certezza dell'avvenuta consegna del messaggio ma (al pari della tradizionale posta cartacea) non ha la prova del suo effettivo contenuto: solo il destinatario, infatti, riceve il messaggio firmato digitalmente dal provider PEC, che ne certifica il contenuto. Per superare questo limite, è sufficiente utilizzare la funzionalità di richiesta della ricevuta di consegna "completa".
- La capienza contrattualizzata delle caselle di posta impone severi limiti alla libera circolazione della corrispondenza. Nella normativa non esiste cenno a cosa accada se la serie di messaggi PEC supera la capienza della casella acquistata, sia dal mittente sia dal ricevente. Tecnicamente, poiché la PEC si basa sulla tecnologia della posta elettronica, se la casella del destinatario è piena, il mittente riceverà - in luogo della ricevuta di avvenuta consegna - un messaggio d'errore di sistema che informa, con la relativa diagnostica, dell'impossibilità di consegnare il messaggio.
- È necessario il servizio aggiuntivo della "conservazione sostitutiva a norma", o in alternativa attuare pratiche di conservazione "in proprio" con l'utilizzo di marche temporali per garantire nel tempo la validità di scrittura privata ai messaggi PEC, poiché questi hanno una validità temporalmente limitata alla durata della loro firma digitale (anche la "busta" di un messaggio PEC è un documento firmato digitalmente la cui validità risente della validità temporalmente limitata dei certificati di firma). Inoltre anche i servizi di conservazione costano. La produzione in sede contenziosa di messaggi PEC conservati a norma è complicata perché comporta il raddoppio dei documenti: ogni messaggio PEC (oppure ogni ricevuta di consegna PEC) va prodotto con il relativo e disgiunto "attestato di conservazione". Il mancato rinnovo di un servizio di conservazione comporta la cancellazione dei dati, ciò può comportare per l'ex imprenditore un costo perdurante oltre l'attività di impresa che sia cessata, ove sia necessario conservare documentazione commerciale e fiscale fino alla fine della prescrizione dei diritti e degli obblighi implicati. La "conservazione in proprio" di un messaggio PEC è complicata dal fatto che anche i recenti formati di marche temporali "TSD" sono pensati per funzionare con dei semplici file .pdf firmati digitalmente e non con dei file ".eml" che sono appunto quelli che si ottengono scaricando nello strumento "locale" i messaggi PEC; un file ".eml" su cui è stata inserita una marca temporale ".TSD" è un insieme di file di difficile lettura che richiede più applicazioni per essere visto.
- La produzione cartacea conforme di una PEC, ove necessaria,[10] risulta particolarmente disagevole perché richiede la creazione di numerose copie conformi analogiche della ricevuta di consegna, della ricevuta di accettazione, della busta di trasporto del messaggio PEC, ecc.
- A livello professionale, l'obbligo (a maggio 2023) di dotarsi di PEC vale per i soggetti iscritti alla camera di commercio e ad albi/elenchi pubblici. Pertanto, un libero professionista (che non è, in Italia, un'impresa individuale), non iscritto ad albi obbligatori, può esercitare senza adottare una PEC.

## Regole tecniche
Una descrizione più tecnica e approfondita delle operazioni che vengono svolte all'interno della PEC e finalizzate ad aumentarne la tracciabilità, l'affidabilità e la sicurezza del sistema, è contenuta nella normativa tecnica di riferimento (Decreto Ministeriale 2 novembre 2005, “Regole tecniche per la formazione, la trasmissione e la validazione, anche temporale, della posta elettronica certificata” e allegato).
In modo sommario è comunque possibile individuare alcuni comportamenti specifici della PEC, indicati di seguito.
Alla trasmissione di un messaggio PEC partecipano diverse entità:
- Il mittente, che vuole inviare un messaggio PEC
- Il destinatario, al quale il mittente vuole recapitare il messaggio PEC
- Il gestore del mittente, che mantiene un rapporto contrattuale con il mittente per quanto riguarda i servizi PEC
- Il gestore del destinatario, che mantiene un rapporto contrattuale con il destinatario per quanto riguarda i servizi PEC
- La rete internet (più in generale la rete di comunicazione)
- Il messaggio PEC

Si ponga quindi il caso di un invio di messaggio PEC corretto da parte del mittente, il corretto funzionamento dei gestori mittente e destinatario e la corretta consegna del messaggio PEC nella casella del destinatario.
In questo caso il processo che guida la trasmissione di un messaggio PEC segue i seguenti passi:
- Il mittente predispone il messaggio PEC e lo sottopone al gestore mittente. Il gestore mittente riconoscerà il mittente solo dopo la sua autenticazione, ad esempio attraverso l'inserimento di user name e password.
- Il gestore mittente verifica la correttezza formale del messaggio PEC e, in caso positivo, restituisce al mittente la ricevuta di accettazione come riconoscimento dell'avvenuto invio del messaggio. La ricevuta è firmata digitalmente dal gestore e garantisce l'integrità dell'intero messaggio con i suoi allegati.
- Il gestore mittente invia il messaggio al gestore destinatario inserendolo in una busta di trasporto firmata per permettere al gestore destinatario di verificarne l'inalterabilità durante il trasporto. La busta, per definizione, contiene il messaggio e i suoi allegati, che quindi sono a loro volta protetti dalla firma del gestore.
- Il gestore destinatario, una volta ricevuto il messaggio PEC, consegnerà al gestore mittente una ricevuta di presa in carico che attesta il passaggio di consegne tra i due gestori. Il gestore destinatario verifica in fase di ricezione la correttezza del messaggio (anche avuto riguardo all'integrità, grazie alla verifica della firma digitale) e si accerta che non siano presenti virus informatici.
- Nel caso il messaggio superi i suddetti controlli, viene consegnato alla casella di posta del destinatario che può quindi leggerne il contenuto.
- Al mittente perviene una ricevuta di avvenuta consegna, che attesta la disponibilità del messaggio presso il destinatario. La ricevuta è ancora una volta firmata digitalmente e attesta l'integrità del contenuto trasmesso (a meno di scegliere intenzionalmente una forma molto leggera di ricevuta).

La posta elettronica certificata offre la garanzia della consegna del messaggio, ma non della sua lettura da parte del destinatario. In altre parole nulla è detto sul fatto che il destinatario abbia letto o meno il messaggio PEC, ma si hanno garanzie sull'avvenuto recapito. Il che, in termini legali, equivale alla raccomandata con ricevuta di ritorno, ma con in più la prova certa del contenuto. Tuttavia, il suo valore legale è effettivo solo se la mail PEC viene inviata a un'altra mail PEC; se invece il destinatario è in possesso solo di posta elettronica di tipo ordinario, la PEC-mail inviata non ha valore probatorio.
Riassumendo quindi nel circuito PEC vengono rilasciate tre ricevute ai fini della certificazione del messaggio di posta elettronica certificata:
- Di accettazione, che attesta l'avvenuto invio della mail dal gestore di posta elettronica certificata del mittente.
- Di presa in carico, che attesta il passaggio di responsabilità tra due distinti gestori di posta certificata, mittente e destinatario. Questa ricevuta viene scambiata tra i due gestori e non viene percepita dagli utilizzatori del servizio.
- Di avvenuta consegna, che attesta che il messaggio è giunto a buon fine e che il destinatario ne ha piena disponibilità nella sua casella (anche se non ha ancora aperto o letto il messaggio).

In caso di situazione negativa esistono inoltre tre tipi di avvisi rilasciati dal sistema PEC:
- Di non accettazione (per virus o utilizzo di un mittente falso o utilizzo di destinatari in copia nascosta, vietati dalla PEC, o altri problemi).
- Di mancata consegna, che sarà inviata al mittente entro 24 ore.
- Di rilevazione di virus informatici.

I messaggi in ingresso al sistema PEC possono essere “imbustati” dal gestore in due differenti tipologie di buste:
- Di trasporto, se il messaggio proviene da una casella di PEC e supera tutti i controlli di esistenza, provenienza e validità della firma.
- Di anomalia, se il messaggio proviene da una casella email non PEC oppure è malformato.

I gestori e i domini da loro gestiti, in virtù del quadro normativo di riferimento di seguito descritto, sono tutti censiti. Pertanto viene istituito un sistema di fiducia fondamentale per offrire all'utente tutte le garanzie di sicurezza caratteristiche di questo servizio.
- Per avere un'idea del volume di traffico, i numeri ufficiali relativi al primo bimestre dell'anno 2009 parlano di circa 300.000 caselle e di 30 milioni di messaggi[12].

### Log dei messaggi e loro conservazione
Ogni gestore PEC deve conservare per trenta mesi i log dei messaggi. Nel D.P.R. 11 febbraio 2005 n.68 e nelle sue norme tecniche attuative non è menzionato l'obbligo del gestore di rendere disponibili i log dei messaggi su richiesta del titolare della casella PEC, costui per ottenerli può verosimilmente esercitare il generale diritto di accesso ai dati personali ai sensi del regolamento europeo sui dati personali, oppure può esercitare il diritto di accesso ai documenti contenenti dati personali o comunque rilevanti per la tutela di interessi giuridici ai sensi degli artt. 22 e ss. della legge n. 241 del 1990 (intendendo il gestore come incaricato di pubblico servizio). Questa direttiva di conservazione dei log è stata prevista in sede di redazione e approvazione del D.P.R. 11 febbraio 2005, n. 68. Nei log sono contenuti tutti gli eventi associati a invii e ricezioni di messaggi nell'ambito del circuito PEC.
I log dei messaggi non tengono traccia del contenuto dei messaggi stessi ma solo dell'avvenuta transazione. Dal punto di vista della pratica dei contenziosi civili a ben poco serve alle parti in lite, laddove vogliano produrre messaggi PEC, che il gestore conservi i log per 30 mesi, infatti la prescrizione civile ordinaria è decennale e quindi le esigenze di provare un messaggio PEC possono sorgere ben oltre i 30 mesi dalla sua formazione. Nella rara eventualità che in una causa civile occorra acquisire i log di messaggi PEC, ciò può farsi in sede processuale con una istanza al giudice ex art. 210 c.p.c. volta ad ottenere un ordine di esibizione nei confronti del gestore, oppure ancora in sede extraprocessuale può farsi con una istanza di accesso dell'interessato al gestore nei termini suddetti.
Secondo quanto previsto nelle regole tecniche allegate al D.M. 2 novembre 2005 i campi dovranno contenere almeno informazioni circa:
- Message-ID, codice identificativo del messaggio originale;
- data dell'evento;
- ora dell'evento;
- mittente;
- destinatario;
- oggetto del messaggio;
- tipo di evento (ad esempio ricevuta di accettazione o avvenuta consegna);
- Message-ID dei messaggi correlati;
- gestore mittente.

### Norme a carico del gestore
La prima fase della normativa italiana ha richiesto che un'azienda, per diventare gestore del servizio PEC, debba superare una procedura di accreditamento. Il servizio può infatti essere erogato esclusivamente dai gestori accreditati presso il CNIPA, che è l'organo pubblico preposto al controllo della posta elettronica certificata. Un soggetto per diventare gestore PEC deve presentare domanda al CNIPA e rispettare precisi vincoli tecnici e organizzativi. Tra i più stringenti in termini economici appare quello previsto dall'articolo 14 del Decreto del presidente della Repubblica 11 febbraio 2005 n. 68, che riporta al comma 3: «I richiedenti l'iscrizione nell'elenco dei gestori di PEC diversi dalle pubbliche amministrazioni devono avere natura giuridica di società di capitali e capitale sociale interamente versato non inferiore a un milione di euro».
Nel tempo la normativa è stata aggiornata e il soggetto pubblico accreditante è divenuto AgID, sul portale del quale sono disponibili le norme e i regolamenti.

## Quadro normativo di riferimento
In Italia la disciplina della PEC è principalmente contenuta nel Decreto del presidente della Repubblica 11 febbraio 2005 n. 68 e nel decreto legislativo 7 marzo 2005 n. 82 (cosiddetto codice dell'amministrazione digitale).
Nell'aprile 2011 Francesco Gennai, Alba Shahin (ISTI-CNR), Claudio Petrucci e Alessandro Vinciarelli (CNIPA) hanno redatto l'Internet RFC 6109 (Request for Comments 6109) al fine di rendere accessibili alla comunità Internet l'architettura e i protocolli PEC.
Dal 1º luglio 2013 le comunicazioni tra imprese e pubblica amministrazione dovrebbero avvenire solo via PEC, non essendo più accettate le comunicazioni in forma cartacea.

### Vigilanza nei confronti dei gestori e della Pubblica Amministrazione
La normativa sulla posta elettronica certificata attribuisce ad AgID differenti compiti. In particolare indica tale soggetto come custode e gestore delle regole tecniche. È inoltre compito di AgID provvedere alla pubblicazione di aggiornamenti, in coerenza con gli standard specificati nella normativa di riferimento. AgID, all'interno del proprio sito istituzionale, rende disponibile una sezione riguardante la posta elettronica certificata, contenente una versione scaricabile di tutta la documentazione valida ai fini di legge e riguardante la PEC.

### Normative tecniche - Standard internazionali di riferimento
La posta elettronica certificata, come indicato nelle regole tecniche allegate al Decreto Ministeriale 2 novembre 2005, si basa su standard internazionali IETF e ISO. In particolare sulle seguenti versioni e integrazioni successive:
- RFC 1847, Security Multiparts for MIME: Multipart/Signed and Multipart/Encrypted
- RFC 1891, SMTP Service Extension for Delivery Status Notifications
- RFC 1912, Common DNS Operational and Configuration Errors
- RFC 2252, Lightweight Directory Access Protocol (v3): Attribute Syntax Definitions
- RFC 2315, PKCS \ 7: Cryptographic Message Syntax Version 1.5
- RFC 2633, S/MIME Version 3 Message Specification
- RFC 2660, The Secure HyperText Transfer Protocol
- RFC 2821, Simple Mail Transfer Protocol
- RFC 2822, Internet Message Format
- RFC 2849, The LDAP Data Interchange Format (LDIF) - Technical Specification
- RFC 3174, US Secure Hash Algorithm 1 - SHA1
- RFC 3207, SMTP Service Extension for Secure SMTP over Transport Layer Security
- RFC 3280, Internet X.509 Public Key Infrastructure Certificate and Certificate Revocation List - CRL Profile

### Legislazione italiana
In Italia il quadro normativo di riferimento relativo alla Posta Elettronica Certificata è il seguente:
- Decreto del Presidente della Repubblica 11 febbraio 2005, n. 68, “Regolamento recante disposizioni per l'utilizzo della posta elettronica certificata, a norma dell'articolo 27 della legge 16 gennaio 2003, n. 3.” (G.U. 28 aprile 2005, n. 97)[2]
- Decreto legislativo 7 marzo 2005, n. 82, “Codice dell'amministrazione digitale”.[16]
- Decreto Ministeriale 2 novembre 2005, “Regole tecniche per la formazione, la trasmissione e la validazione, anche temporale, della posta elettronica certificata” (G.U. del 15 novembre 2005, n. 266)[11]
- Circolare CNIPA CR/49 24 novembre 2005, “Modalità per la presentazione delle domande di iscrizione all'elenco pubblico dei gestori di posta elettronica certificata” (G.U. 5 dicembre 2005, n. 283)[17]
- Circolare 7 dicembre 2006, n. 51, “Espletamento della vigilanza e del controllo sulle attività esercitate dagli iscritti nell'elenco dei gestori di posta elettronica certificata (PEC), di cui all'articolo 14 del decreto del Presidente della Repubblica 11 febbraio 2005, n. 68, «Regolamento recante disposizioni per l'utilizzo della posta elettronica certificata, a norma dell'articolo 27 della legge 16 gennaio 2003, n. 3».”[18]
- Legge 28 gennaio 2009, n. 2. Conversione in legge, con modificazioni, del decreto-legge 29 novembre 2008, n. 185, recante misure urgenti per il sostegno a famiglie, lavoro, occupazione e impresa e per ridisegnare in funzione anti-crisi il quadro strategico nazionale (G.U. 28 gennaio 2009, n. 22, supplemento ordinario 14/L).
- Decreto del Presidente del Consiglio dei ministri del 6 maggio 2009, “Disposizioni in materia di rilascio e di uso della casella di posta elettronica certificata assegnata ai cittadini”.[19]
- Legge 18 giugno 2009, n. 69. “Disposizioni per lo sviluppo economico, la semplificazione, la competitività nonché in materia di processo civile”.[20]
- Decreto legislativo 30 dicembre 2010, n. 235.[21]
- Legge 17 dicembre 2012, n. 221. Conversione in legge, con modificazioni, del decreto-legge 18 ottobre 2012, n. 179, recante ulteriori misure urgenti per la crescita del Paese.[22]

#### Legge 28 gennaio 2009 n. 2
Tra i contenuti della legge n. 2/2009 vengono indicate direttive che riguardano:
- le imprese costituite in forma societaria, che devono indicare nella domanda di iscrizione al registro delle imprese il proprio indirizzo di posta elettronica certificata o analogo indirizzo di posta elettronica basato su tecnologie che certifichino data e ora dell'invio e della ricezione delle comunicazioni e l'integrità del contenuto delle stesse, garantendo l'interoperabilità con analoghi sistemi internazionali. Per quelle già esistenti, la medesima comunicazione deve avvenire entro tre anni.
- i professionisti iscritti in albi, che devono comunicare ai rispettivi ordini o collegi il proprio indirizzo di posta elettronica certificata o analogo indirizzo di posta elettronica come previsto al punto precedente entro un anno. È poi cura degli ordini la pubblicazione in un elenco riservato, consultabile in via telematica esclusivamente dalle pubbliche amministrazioni, i dati identificativi degli iscritti con il relativo indirizzo di posta elettronica certificata.
- le amministrazioni pubbliche, che qualora non avessero già provveduto alla comunicazione di una casella PEC secondo quanto previsto dal Codice dell'amministrazione digitale, dovranno istituire una casella di posta certificata o analogo indirizzo di posta elettronica come previsto al punto precedente per ciascun registro di protocollo.
- ulteriori direttive importanti riguardano le comunicazioni tra i soggetti poc'anzi descritti. In particolare si legge che queste ultime «possono essere inviate attraverso la posta elettronica certificata o analogo indirizzo di posta elettronica di cui al comma 6, senza che il destinatario debba dichiarare la propria disponibilità ad accettarne l'utilizzo».
- infine, vengono citati anche i cittadini, che a mediante opportuna richiesta potranno ottenere una casella di PEC «con effetto equivalente alla notificazione per mezzo della posta. Le comunicazioni che transitano per la predetta casella di posta elettronica certificata sono senza oneri». Tuttavia le modalità di rilascio e di uso della casella di posta elettronica certificata saranno note entro novanta giorni dalla data di entrata in vigore della legge.

#### Il decreto 6 maggio 2009
Decreto del Presidente Del Consiglio dei Ministri 6 maggio 2009 - Disposizioni in materia di rilascio e di uso della casella di posta elettronica certificata assegnata ai cittadini.
In tale decreto il Consiglio dei ministri definisce le modalità di rilascio della casella di posta elettronica certificata. Tra gli aspetti salienti, viene enunciata la gratuità della stessa qualora questa sia richiesta al Dipartimento per l'innovazione e le tecnologie.

## CEC-PAC
La Comunicazione Elettronica Certificata tra Pubblica Amministrazione e Cittadino (CEC-PAC) è stato un servizio fornito gratuitamente ai cittadini maggiorenni italiani (anche residenti all'estero) e agli stranieri residenti nel territorio italiano. Il funzionamento era identico alla PEC, ma era limitato alle sole comunicazioni con indirizzi PEC della pubblica amministrazione italiana.
Caselle CEC-PAC sono state offerte gratuitamente dall'INPS, dall'Automobile Club d'Italia, nonché direttamente dal Governo italiano con il servizio PostaCertificat@.
Nel 2014, visto il mancato raggiungimento degli obiettivi iniziali, è stata annunciata la progressiva dismissione della CEC-PAC. Delle 2.121.915 caselle CEC-PAC rilasciate dal 2009 fino al 18 dicembre 2014, l'82% non risulta aver mai inviato messaggi.
Nella Informativa per la privacy al cittadino della Postacertificat@ del Governo Italiano è specificato che "i dati personali dell'Utente contenuti nell'indirizzo di Postacertificat@ saranno inseriti in un elenco, presente sul portale, ma consultabile unicamente da tutte le Pubbliche Amministrazioni aderenti al servizio base Postacertificat@".

## Progetti correlati

### PND - Piattaforma Notifiche Digitali
Piattaforma Notifiche Digitali (PND) è stato il nome iniziale di un progetto realizzato da PagoPA e finanziato con 200 milioni dal PNRR, finalizzato alla digitalizzazione del procedimento con cui la Pubblica Amministrazione italiana notifica a cittadini e imprese gli atti amministrativi con valore legale. L'iter del progetto è partito nel febbraio del 2022, con la pubblicazione in Gazzetta Ufficiale del Decreto 8 febbraio 2022, n.58 con cui il Ministero per l'Innovazione Tecnologica e la Transizione Digitale ha emanato il regolamento sulla piattaforma, entrato in vigore il successivo 21 giugno 2022.

### SEND - Servizio Notifiche Digitali
Dopo la sperimentazione iniziale, a luglio del 2023 c'è stato il lancio ufficiale del servizio, con la PND che è stata ribattezzata con il nome di SEND, Servizio Notifiche Digitali.  Per le amministrazioni pubbliche il servizio non è obbligatorio, nel senso che un ente può comunque decidere di continuare a notificare il proprio atto amministrativo con la tradizionale raccomandata cartacea. Cittadini e imprese, invece, per ricevere le notifiche digitali devono accedere alla piattaforma usando SPID o CIE e inserire l'indirizzo Pec a cui ricevere gli atti digitali (come notifiche di multe e tributi) al posto delle raccomandate semplici o con ricevuta di ritorno. In alternativa alla Pec, sulla piattaforma si può inserire un’e-mail ordinaria o un numero di cellulare. Infine, un'ulteriore possibilità consiste nel ricevere le notifiche tramite App IO, dopo aver in precedenza abilitato in essa la ricezione delle notifiche digitali da parte della piattaforma. In tutti questi tre casi, il destinatario dell'atto riceve a tali recapiti un avviso di cortesia e ha 5 giorni di tempo per accedere alla piattaforma per vedere l'atto e perfezionare la notifica. Se il destinatario non accede alla piattaforma entro i 5 giorni, oppure se non ha inserito alcun recapito digitale, l’atto gli sarà notificato in forma cartacea tramite raccomandata.